# La-Touche-Maulwurf
Der La-Touche-Maulwurf (Mogera latouchei) ist eine Säugetierart aus der Gattung der Ostasiatischen Maulwürfe innerhalb der Maulwürfe (Talpidae). Sie kommt im südlichen Teil von China und im nordwestlichen Vietnam vor. Als Lebensraum dient vor allem Ackerland, über die Lebensweise liegen kaum Informationen vor. Äußerlich zeichnen sich die Tiere wie andere Ostasiatische Maulwürfe auch durch ihren zylindrischen Körper, den kurzen Hals und die grabschaufelartigen Vorderbeine aus. Besonderheiten stellen das dunkle Fell und die weiten Ohröffnungen dar. Der Maulwurfvertreter wurde im Jahr 1907 wissenschaftlich eingeführt, er galt lange Zeit als Unterart des Chinesischen Inselmaulwurfs. Verschiedene anatomische und genetische Analysen sprechen ihm jedoch einen eigenen Artstatus zu. Daten zu einer Bestandsgefährdung sind bisher nicht erhoben.

## Merkmale

### Habitus
Die Kopf-Rumpf-Länge beträgt anhand von fünf vermessenen Individuen 8,7 bis 11,5 cm, die Schwanzlänge liegt bei 1,5 bis 2,0 cm. Das Verhältnis der Schwanzlänge zur Länge des restlichen Körpers variiert zwischen 14,2 und 18,1 %, was deutlich ausgeprägter ist als beim Chinesischen Inselmaulwurf (Mogera insularis) oder beim Kano-Maulwurf (Mogera kanoana) mit ihren kürzeren Schwänzen. Es gleicht eher den entsprechenden Werten bei den japanischen Vertretern der Ostasiatischen Maulwürfe. Nach anderen Angaben gemessen an 17 Exemplaren, weist der La-Touche-Maulwurf eine Kopf-Rumpf-Länge von 11,6 bis 13,0 cm und eine Schwanzlänge von 1,2 bis 1,6 cm sowie ein Gewicht von 33 bis 52 g auf. Der Schwanz erreicht hier 9,5 bis 13,3 % der Länge des restlichen Körpers. Die Vorderfüße sind 1,3 bis 1,6 cm lang und ebenso breit, die Hinterfußlänge misst 1,4 bis 1,6 cm. Der La-Touche-Maulwurf ist damit eine kleine Art, die äußerlich aber anderen Ostasiatischen Maulwürfen gleicht. Der Körper weist eine zylindrische Gestalt auf, der Hals ist kurz und die Vordergliedmaßen grabschaufelartig vergrößert. Das Fell besitzt eine nahezu schieferschwarzer Färbung. Die Oberseite ist schwach dunkelbraun verwaschen, die Unterseite mehr rußfarben. Der Hals und die Oberbrust sind heller dunkelgrau. Die Rückseiten der Hände und Füße sowie den Schwanz bedecken dünne, weiße Haare. Der Nasenspiegel ragt deutlich hervor.

### Schädel- und Gebissmerkmale
Der Schädel wird durchschnittlich 28,2 mm lang. In seiner Form stimmt er weitgehend mit dem des Kano-Maulwurfs überein. Er zeichnet sich durch einen schmalen und gerundeten Gehirnschädel sowie schwach entwickelte Jochbögen aus. Das lange und schlanke Rostrum ist auf Höhe der Molaren 7,3 mm, auf Höhe der Eckzähne 3,8 mm weit. Der äußere Gehörgang öffnet sich extrem weit, ausgedehnter als beim Kano-Maulwurf und noch deutlicher als beim Chinesischen Inselmaulwurf. Der Unterkiefer ist durchschnittlich 17,8 mm lang. Das Gebiss besteht aus 42 Zähnen mit folgender Zahnformel: {\displaystyle {\frac {3.1.4.3}{2.1.4.3}}}. Die obere Zahnreihe wird 11,5 mm, die untere 10,8 mm lang. Die Mahlzähne beanspruchen davon jeweils 5,1 mm beziehungsweise 5,6 mm.

### Genetische Merkmale
Der diploide Chromosomensatz lautet 2n = 30. Er setzt sich aus 11 metazentrischen, 1 subtelozentrischen und 2 acrozentrischen Autosomenpaaren zusammen. Das X-Chromosom zeigt sich klein und metazentrisch, das Y-Chromosom konnte bisher nicht bestimmt werden. Die Anzahl der Autosomenarme (fundamentale Anzahl) beträgt 52. Die Diploid-Anzahl ist die bisher geringste unter allen Maulwürfen.

## Verbreitung und Lebensraum

Verbreitungsgebiet des La-Touche-Maulwurfs

Das Verbreitungsgebiet des La-Touche-Maulwurfs erstreckt sich vom südlichen China bis ins nördliche Vietnam. In China betrifft dies die südlichen Landesteile von der Provinz Zhejiang im Osten bis zum zentralen Sichuan im Westen. Das Vorkommen in Vietnam ist stark zersplittert. Nachweise dort beschränken sich auf den Nordwesten des Landes, so unter anderem aus der Nähe von Sa Pa in der Provinz Lào Cai und aus dem Muong-Do-Naturreservat in der Provinz Sơn La, zusätzlich auch aus der Provinz Lai Châu. Die Art bewohnt Ackerland und möglicherweise Wälder. In Vietnam ist der La-Touche-Maulwurf in niedrigen Höhenlagen anzutreffen und kommt sympatrisch mit dem Kuznetsov-Maulwurf (Euroscaptor kuznetsovi) und dem Orlov-Maulwurf (Euroscaptor orlovi) vor. Im Süden Chinas soll der La-Touche-Maulwurf sowohl im Bergland wie auch in den Hochgebirgsregionen auftreten.

## Lebensweise
Über die Lebensweise des La-Touche-Maulwurfs liegen keine Informationen vor, außer, dass er wie andere Vertreter der Ostasiatischen Maulwürfe unterirdisch aktiv ist.

## Systematik
Der La-Touche-Maulwurf ist eine Art aus der Gattung der Ostasiatischen Maulwürfe (Mogera), welche aus insgesamt neun Arten besteht. Die Gattung gehört wiederum zur Familie der Maulwürfe (Talpidae), innerhalb derer sie gemeinsam mit einigen anderen, vorwiegend eurasisch verbreiteten Artengruppen die Tribus der Eigentlichen Maulwürfe (Talpini) formt. Die Tribus vereint die zumeist grabenden Vertreter der Maulwürfe, andere Mitglieder der Familie leben dagegen nur teilweise unterirdisch, bewegen sich oberirdisch fort oder sind an eine semi-aquatische Lebensweise angepasst. Molekulargenetische Untersuchungen befürworten eine Aufteilung der Ostasiatischen Maulwürfe auf zwei Verwandtschaftslinien. Eine besteht aus den ost- und südostasiatisch-festländischen Vertretern um den Chinesischen Inselmaulwurf (Mogera insularis), die andere versammelt die Arten der japanischen Inselwelt um den Japanischen Maulwurf (Mogera wogura). Letztere nimmt zusätzlich noch den Ussuri-Maulwurf (Mogera robusta) der Koreanischen Halbinsel und der fernöstlichen russischen Region Primorje auf. Die Auftrennung der Ostasiatischen Maulwürfe in diese beiden Linien erfolgte bereits im Oberen Miozän vor etwa 10 bis 8 Millionen Jahre. Die erstgenannten Gruppe differenzierte sich wenig später. Dabei spaltete sich zuerst der La-Touche-Maulwurf vor rund 8 Millionen Jahren ab. Er stellt die Schwestergruppe zu den anderen Angehörigen der Gruppe dar, namentlich der Chinesische Inselmaulwurf und der Kano-Maulwurf (Mogera kanoana). Beide Arten trennten sich im Pliozän vor rund 4,5 Millionen Jahren voneinander. Ursprünglich galt der La-Touche-Maulwurf als Unterart des Chinesischen-Inselmaulwurfs, ebenso wie der Kano-Maulwurf in letzterem eingeschlossen war. Neben der zeitlich frühen Aufspaltung der Gruppe liegen auch relevante cytogenetische Unterschiede vor, da der La-Touche-Maulwurf eine Chromosomenanzahl von 2n = 30 besitzt, die beiden anderen Vertreter aber von 2n = 32. Außerdem ist die fundamentale Anzahl bei ersterem mit 52 geringer als bei den beiden anderen mit 56.

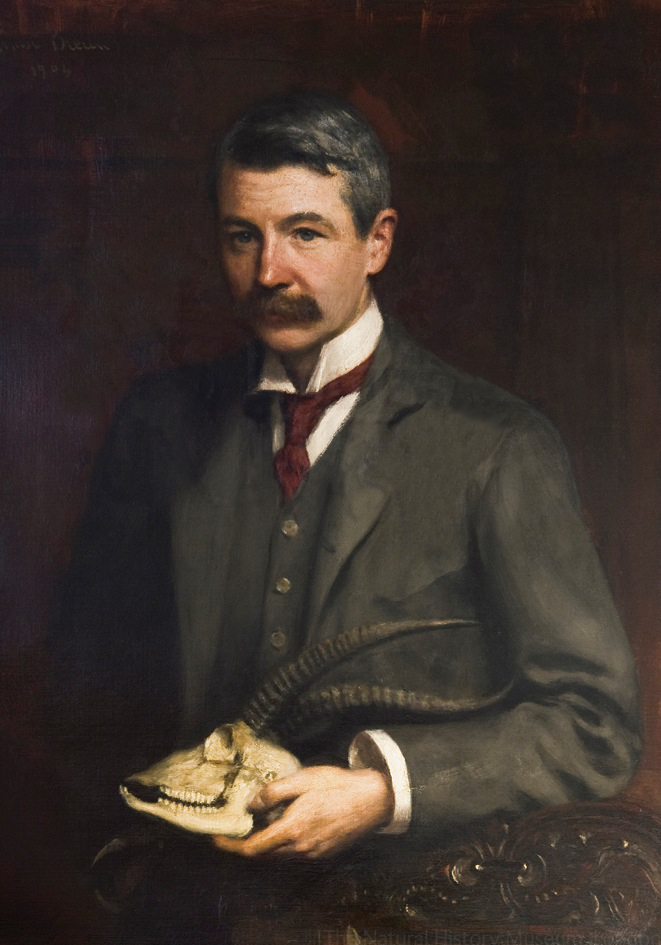
Oldfield Thomas

Der La-Touche-Maulwurf wurde im Jahr 1907 von Oldfield Thomas als eigenständige Art beschrieben. Thomas verwendete dazu mehrere Individuen aus Kuatun in der chinesischen Provinz Fujian, der Typusregion der Art mit einer Lage von rund 1070 m Höhe über dem Meeresspiegel. Als Holotyp bestimmte er ein ausgewachsenes weibliches Tier von 96 mm Körperlänge, das von John David Digues La Touche (1861–1935) im ausgehenden 19. Jahrhundert gesammelt worden war. Nach ihm benannte er auch die Art. Zuvor hatte Thomas die Tiere aus dem südlichen China dem Japanischen Maulwurf zugewiesen. In der zweiten Hälfte des 20. Jahrhunderts wurde der La-Touche-Maulwurf teilweise in den Himalaya-Maulwurf (Euroscaptor micrura) eingegliedert, der zu den Südostasiatischen Maulwürfen (Euroscaptor) gehört. Dies ist auf Ernst Schwarz zurückzuführen. Schwarz hatte im Jahr 1948 im Rahmen einer Revision der talpinen Maulwürfe alle Formen Ost- und Südostasiens mit den Eurasischen Maulwürfen in der Gattung Talpa vereint. Dabei sah er wiederum alle Maulwurfsvertreter der ost- und südostasiatischen Region als zu einer Art zugehörig an, für die er den Namen Talpa micrura wählte. Innerhalb dieser unterschied Schwarz mehrere Unterarten. Den La-Touche-Maulwurf stufte er als Synonymform zu Talpa micrura longirostris ein, eigentlich der Langnasen-Maulwurf (Euroscaptor longirostris), der ein ähnliches Verbreitungsgebiet einnimmt, aber ein anderes Gebiss aufweist. Das Vorgehensweise wurde in der Folgezeit von zahlreichen Autoren geteilt, verlor sich aber in einem Zeitraum von den 1970er bis 1990er Jahren wieder und der La-Touche-Maulwurf fiel dem Chinesischen Inselmaulwurf zu. Spätestens im Jahr 2009 wird er aber als eigenständig geführt, was abweichende genetische und cytogentische Befunde untermauern. Der achte Band des Standardwerkes Handbook of the Mammals of the World übernahm diese Sichtweise im Jahr 2018. Es werden keine Unterarten des La-Touche-Maulwurfs unterschieden.

## Bedrohung und Schutz
Der La-Touche-Maulwurf ist gegenwärtig nicht von der IUCN erfasst, sondern in den Chinesischen Inselmaulwurf eingegliedert. Dessen Gesamtbestand sieht die Naturschutzorganisation als „nicht gefährdet“ (least concern) an. Über den Populationsstatus des La-Touche-Maulwurf ist nichts bekannt.